# Scutarcopagia scobinata
Scutarcopagia scobinata is een tweekleppigensoort uit de familie Tellinidae. De wetenschappelijke naam van de soort is gepubliceerd in 1758 door Linnaeus in de tiende editie van Systema naturae als Tellina scobinata.